# Цой Сын Гук
Цой Сын Гук, другой вариант — Цой Сын-Гук (22 ноября 1919 года, деревня Латвия, Киевская волость, Ольгинский уезд, Приморская область — 15 сентября 1991 года, Янгибазар, Ташкентская область) — звеньевой колхоза имени Свердлова Верхне-Чирчикского района Ташкентской области, Узбекская ССР. Герой Социалистического Труда (1951).

## Биография
Родился в 1919 году в крестьянской семье в деревне Латвия Ольгинского уезда. Окончил пять классов. В 1937 году депортирован на спецпоселение в Ташкентскую область Узбекской ССР.
С 1938 года — рядовой колхозник в колхозе имени Димитрова Нижне-Чирчикского района. С 1940 года — рядовой колхозник, звеньевой полеводческого звена колхоза имени Свердлова Верхне-Чирчикского района.
В 1950 году полеводческое звено под руководством Цой Сын Гука собрало в среднем с каждого гектара по 94 центнеров зеленцового стебля кенафа на участке площадью 9,6 гектаров. Указом Президиума Верховного Совета СССР от 22 мая 1951 года удостоен звания Героя Социалистического Труда «за получение в 1950 году высоких урожаев зеленцового стебля кенафа на поливных землях при выполнении колхозами обязательных поставок и контрактации сельскохозяйственной продукции, натуроплаты за работу МТС и обеспеченности семенами всех культур для весеннего сева 1951 года» с вручением ордена Ленина и золотой медали «Серп и Молот».
Проработал в колхозе имени Свердлова Верхне-Чирчикского района до выхода на пенсию в 1976 году. Персональный пенсионер союзного значения. В последние годы своей жизни проживал в посёлке Янгибазар Коммунистического района Ташкентской области.
Скончался в сентябре 1991 года.